# Barraca XXVIII (Aiguamúrcia)
La Barraca XXVIII és una obra d'Aiguamúrcia (Alt Camp) inclosa a l'Inventari del Patrimoni Arquitectònic de Catalunya.

## Descripció
És una construcció estranya que no s'endevina quina funcionalitat podia tenir el que si que és clar és que no és apte com a habitació, ni que sigui temporal.
Està obrada al llarg d'un marge que és tant alt com ella de manera que a primer cop d'ull sembla que formi part d'ell, o construïda dins d'ell. A l'interior es troba un pedrís obrat a tot el llarg de la construcció a la banda de la paret exterior. A la part baixa d'aquesta paret hi ha unes obertures a tall de respiradors que a l'interior donen damunt mateix del pedrís. Aquest pedrís ocupa pràcticament la meitat de l'espai interior que només té una amplada de 1,22 m, la seva fondària és de 9,22 m. i l'alçada màxima és de 2,28m. Les seves parets interiors a mesura que es van elevant es van tancant cap a l'interior i la coberta tanca amb una successió de lloses horitzontals.